# Carl Sophus Lumholtz

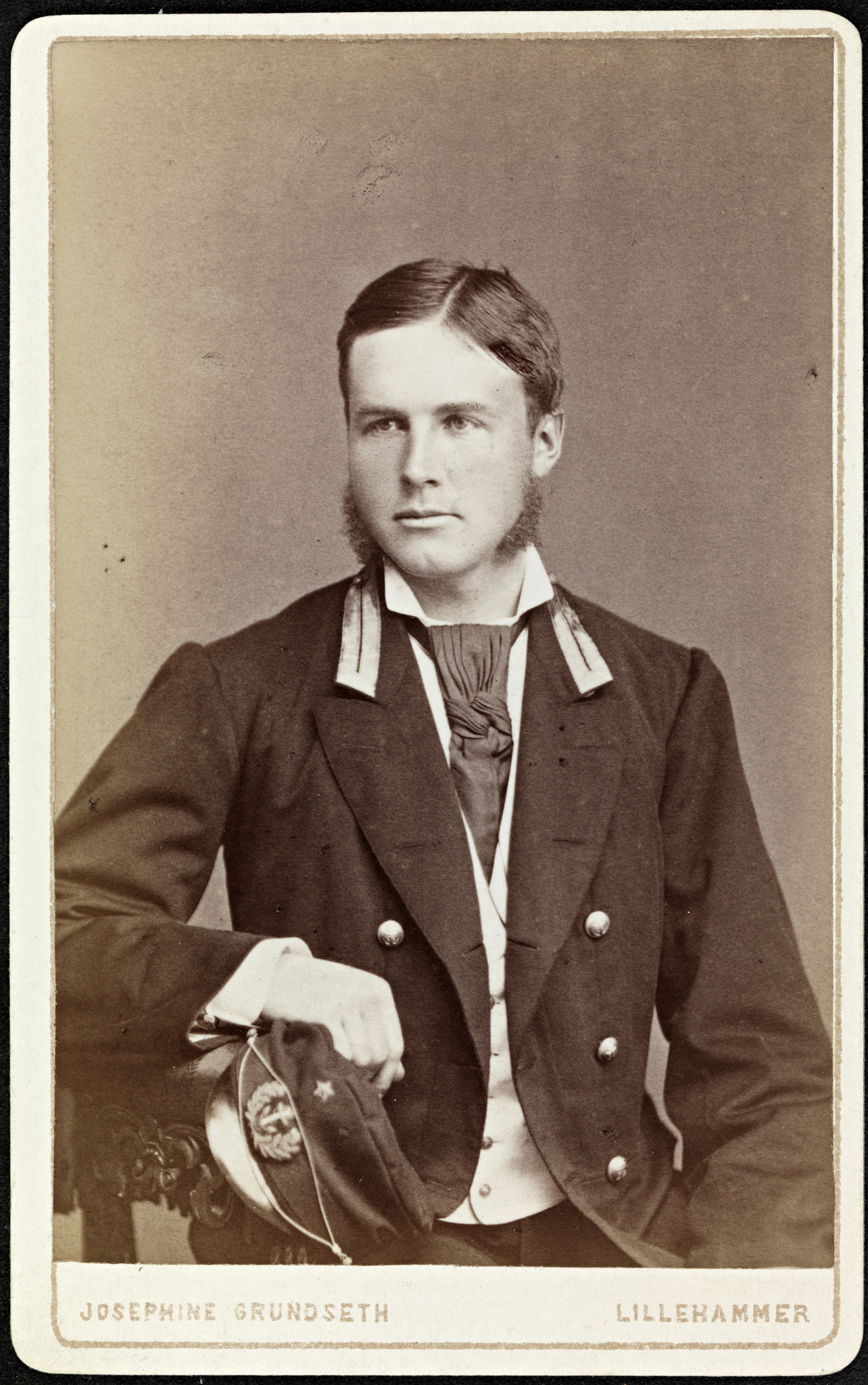
Der junge Carl Lumholtz

Carl Sofus Lumholtz (* 23. April 1851 in Fåberg, Norwegen; † 5. Mai 1922 in Saranac Lake, New York, USA) war ein norwegischer Naturforscher, Ethnologe, Fotograf und Buchautor. Bekannt wurde er durch seine Publikationen zur Erforschung indigener Kulturen in Australien, Mexiko und auf Borneo. Als Ethnograf war Lumholtz ein Pionier der Technik des „teilnehmenden Beobachtens“.

## Leben
Bereits als Kind streifte Lumholtz durch die Berge Norwegens und legte als Schuljunge eine botanische Sammlung an. Diese befindet sich heute in den Royal Botanic Gardens in Kew bei London. Auf Wunsch des Vaters besuchte er das Priesterseminar und begann ein Theologiestudium.
Erst mit 29 Jahren erfüllte er sich seinen Jugendtraum. Im Auftrag des Zoologischen und Zootomischen Museums der Universität von Christiania (Oslo) bereiste Lumholtz von 1880 bis 1884 Süd- und Nordost-Australien, um neue Säugetierarten zu entdecken und Belegstücke für das Museum zu sammeln.
Nach seiner Rückkehr nach Norwegen 1884 unternahm Lumholtz aufgrund seines Interesses für primitive Kulturen zwischen 1890 und 1898 vier Forschungsreisen nach Nordwest-Mexiko und bereiste von 1913 bis 1917 Borneo mit einer Kurzexpedition durch Indien (1914–15).
Carl Lumholtz, M.A., war Mitglied der Norwegischen Gesellschaft der Wissenschaften und auswärtiges Mitglied der Société d’Anthropologie de Paris. Im Jahr 1905 war Lumholtz eines der Gründungsmitglieder von The Explorers Club.
Carl Sophus Lumholtz starb in einem Sanatorium am Saranac Lake im Staate New York an Tuberkulose.

## Expedition nach Australien
Aufgrund seines Interesses für Naturvölker nahm er Kontakt zu den Aborigines auf, welche ihn bei seiner Suche nach unbekannten Lebewesen unterstützten. Sie berichteten ihm von einem ungewöhnlichen Tier, welches auf Bäumen in den Gebirgen nahe der Küste lebt. Lumholtz machte sich auf die Suche und entdeckte die erste von zwei in Australien vorkommenden Baumkänguru-Arten, welche nach ihm Lumholtz-Baumkänguru (Dendrolagus lumholtzi) benannt wurde. Zuvor waren Baumkängurus nur von Neuguinea bekannt.
Seine australischen Reiseerlebnisse veröffentlichte er in einem Buch mit dem reißerischen Titel: Unter Menschenfressern. Vier Jahre unterwegs in Australien (Blandt Menneskeædere: 4 aars reise i Australien, Kopenhagen 1887).

## Expeditionen nach Mexiko

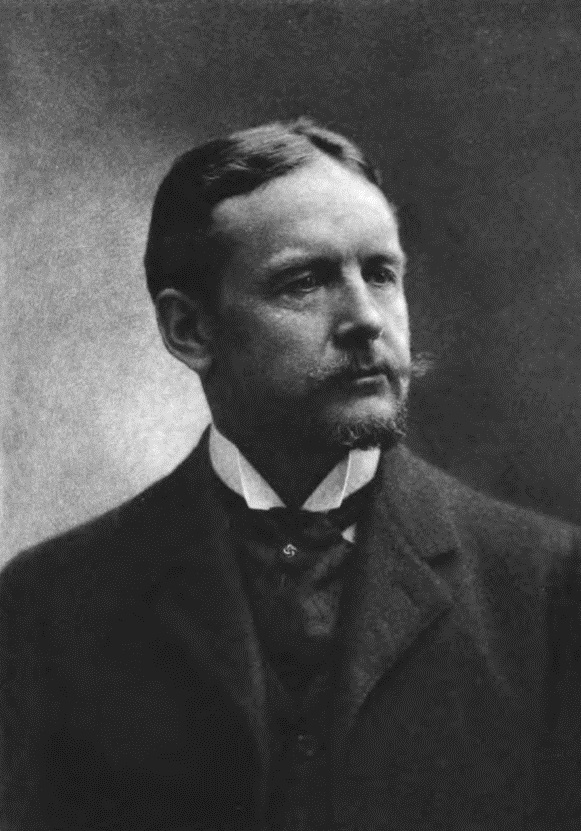
Carl Sophus Lumholtz

Wie Lumholtz in seinem Vorwort zu Unknown Mexico: Explorations in the Sierra Madre and Other Regions, 1890–1898 ausführt, kam ihm die Idee zu einer Forschungsexpedition nach Mexiko bereits 1887 in London. Die verschwundenen Höhlenbewohner der leerstehenden Felsbehausungen im amerikanischen Südwesten hatten seine Aufmerksamkeit erregt. Während einer Vortragsreise durch die USA versprachen ihm das American Museum of Natural History und die National Geographic Society jeweils $1000 für die Suche nach den Nachfahren der Anasazi, den früheren Felsenbewohnern, in den abgelegenen Canyons von Mexiko.
Auf seinen Reisen notierte er zahlreiche Details, wie die Frisuren der Menschen, die Regeln für das Würfeln mit Knöchelbeinen oder den Symbolismus der Stickereien auf den indianischen Gewändern.
Lumholtz machte viele Fotos für das American Museum of Natural History. Zirka 2000 Glasplatten-Negative lagern heute in dessen Archiven und sind teilweise online einsehbar.

### Erste Mexiko-Reise (1890–1891)
Am 9. September 1890 brach Carl Lumholtz mit dem Maultier von Bisbee (Arizona) über Fronteras nach Mexiko auf. Begleitet wurde er von 29 Wissenschaftlern, Studenten, Führern, Köchen und Trägern der zahlreichen Kisten mit Proviant, Klappstühlen und Zelten. Am 2. Dezember 1890 erreichte die Expedition die Sierra Madre bei dem Ort Nácori.
Zu den Ergebnissen der Expedition gehörten eine große Pflanzensammlung mit 27 neuen Arten (darunter die Agave hartmanii), 55 Säugetiere (Sciurus apache, eine Eichhörnchenart) und eintausend Vögel sowie eine komplette Datensammlung mit meteorologischen Beobachtungen.
Als das bereitgestellte Geld im April 1891 zur Neige ging, kehrte Lumholtz in die Vereinigten Staaten zurück, um eine neue Finanzierung auszumachen.

### Zweite Mexiko-Reise (1892–1893)
Nachdem das American Museum of Natural History sich entschieden hatte, die Finanzierung zu verlängern, kehrte Lumholtz nach Mexiko zurück und setzte die Expedition im Januar 1892 fort. Diesmal näherte er sich den Tarahumara (Eigenbezeichnung rarámuri), isoliert lebenden Höhlenbewohnern in der Sierra Madre Occidental. Um das Vertrauen der Indios zu gewinnen, entließ Lumholtz nach und nach alle Mitglieder seiner Expedition, bis er schließlich allein übrig blieb und als Einzelgänger unter den Tarahumara lebte.
Nach dem Verkauf seiner Tiere und einem großen Teil seiner Besitztümer sowie der finanziellen Unterstützung zweier befreundeter amerikanischer Damen konnte Lumholtz seine Forschungsreise bis zum August 1893 fortsetzen. Dann reiste er wieder in die USA und präsentierte auf der Weltausstellung in Chicago seine Sammlung von Tarahumara- und Tepehuán-Artefakten.

### Dritte Mexiko-Reise (1894–1897)
Um die ethnologischen Erforschung der Indiokulturen fortzusetzen, entsandte ihn das American Museum of Natural History erneut nach Mexiko, diesmal zu seinem längsten Aufenthalt. Die Expedition dauerte vom März 1894 bis zum März 1897. Diesmal reiste er von Anfang an allein und lebte mehrere Monate bei verschiedenen indigenen Gruppen, anderthalb Jahre unter den Tarahumara und zehn Monate unter den Coras und Huichols. Auf diese Weise verfeinerte er eine ethnologische Technik, die heute mit der Bezeichnung „teilnehmender Beobachter“ etikettiert werden würde. Dabei lernte er die Sprache und Gesänge seiner Gastgeberstämme.
Legendär ist die Teilnahme beim rituellen Verzehr von Peyote-Kaktus, der bei den Tarahumara hikuli genannt wird und den Status eines Halbgottes innehat. Lumholtz beschreibt die anschließenden Wirkungen: „Ich litt an ... Visionen von wunderschönen purpurroten und grünen Blitzen und Zickzackmustern“.

### Vierte Mexiko-Reise (1898)
Im Jahr 1898 machte Carl Lumholtz seine letzte Expedition nach Mexiko und blieb vier Monate. Dabei besuchte er erneut die Tarahumara und Huicholes. Zweck der Reise war es u. a., unklare Punkte in den Notizen zu überprüfen. Außerdem zeichnete er mittels eines Graphophons sechzig Melodien und Gesänge der besuchten Stämme auf. Begleitet und unterstützt wurde er auf dieser Reise von dem Anthropologen Aleš Hrdlička, mit dem er auch zwei Aufsätze verfasste und publizierte.

## Zitate
“Primitive people are becoming scarce on the globe. On the American continents there are still some left in their original state. If they are studied before they, too, have lost their individuality or been crushed under the heels of civilisation, much light may be thrown not only upon the early people of this country but upon the first chapters of the history of mankind. In the present rapid development of Mexico it cannot be prevented that these primitive people will soon disappear by fusion with the great nation to whom they belong.”

„Primitive Völker werden rar auf dem Globus. Auf dem amerikanischen Kontinent leben noch einige in ihrem ursprünglichen Zustand. Wenn man sie studiert, bevor auch sie ihre Eigenart verlieren oder unter dem Stiefel der Zivilisation zermalmt werden, wird das nicht nur viel Licht auf die frühen Völker dieses Landes werfen, sondern auf die ersten Kapitel der Menschheitsgeschichte überhaupt. Bei der gegenwärtigen rasanten Entwicklung Mexikos kann nicht verhindert werden, dass diese primitiven Völker verschwinden und in der großen Nation aufgehen werden, zu der sie gehören.“

## Ehrungen
- Die Lumholtz-Kiefer (Pinus lumholtzii) ist ein immergrüner Nadelbaum aus der Gattung der Kiefern. Die Lumholtz-Kiefer ist in Mexikos Sierra Madre Occidental  weit verbreitet und wurde dort auf einer wissenschaftlichen Expedition von Carl Lumholtz für die Botanik entdeckt.
- Das Lumholtz-Baumkänguru (Dendrolagus lumholtzi) ist eine von zwei in Australien vorkommenden Arten von Baumkängurus. Es lebt im tropischen Regenwald des nördlichen Queensland.
- Im australischen Bundesstaat Queensland wurde 1994 ein neu geschaffener Nationalpark nach ihm benannt: der Lumholtz National Park. Im Jahr 2003 wurde der Park umbenannt in Girringun National Park.

## Werke
Carl Lumholtz berichtete in zahlreichen wissenschaftlichen Aufsätzen sowie mehreren Büchern von seinen Reisen:
- Blandt Menneskeædere: Fire års Reise i Australien, Kopenhagen 1887.
  - Among Cannibals: An Account of Four Years' Travels in Australia and of Camp Life with the Aborigines of Queensland, Charles Scribner’s Sons, New York 1889. (Digitalisat)
  - Unter Menschenfressern. Eine vierjährige Reise in Australien, Verlagsanstalt und Druckerei Actien-Gesellschaft (vormals J.F. Richter), Hamburg 1892. (Digitalisat)
- Explorations in Mexico, Bulletin of the American Geographical Society, 1891.
- Letters to the American Geographical Society of New York, "Mr. Carl Lumholtz in Mexico", Bulletin of the American Geographical Society, Vol. III., 1893.
- The Cave-Dwellers of the Sierra Madre, Proceedings of the International Congress of Anthropology, Chicago 1894.
- vier Artikel im Scribner’s Magazine: Explorations in the Sierra Madre, November 1891; Among the Tarahumares, the American Cave-Dwellers, Juli 1894; Tarahumare Life and Customes, September 1894; Tarahumare Dance and Worship, Oktober 1894.
- Blandt Sierra Madres huleboere, Norwegen, Norsk Kalender, Kristinia 1895.
- (mit Aleš Hrdlička): Trephining in Mexico. American Anthropologist, Dezember 1897.
- (mit Aleš Hrdlička): Marked Human Bones from a Prehistoric Tarasco Indian Burial-place in the State of Michoacan, Mexico. Bulletin of the American Museum of Natural History, Vol. X., 1898.
- The Huichol Indians in Mexico, Bulletin of the American Museum of Natural History, Vol. X, 1898.
- Symbolism of the Huichol Indians, Memoir of the American Museum of Natural History, Vol. III., Mai 1900.
- Blandt Mexicos indianere, Kristiania 1903.
  - Unknown Mexico: A Record of Five Years' Exploration Among the Tribes of the Western Sierra Madre; in the Tierra Caliente of Tepic and Jalisco; and Among the Tarascos of Michoacan (Volume I), Glorieta, New Mexico 1973. (Digitalisat)
  - Unknown Mexico: A Record of Five Years' Exploration Among the Tribes of the Western Sierra Madre (Volume II), Glorieta N.M. 1973. (Digitalisat)
- Through Central Borneo: An Account of Two Years' Travel in the Land of Head-Hunters Between the Years 1913 and 1917 (Volume I), Charles Scribner’s Sons, New York 1920. (Digitalisat)
- Through Central Borneo: An Account of Two Years' Travel in the Land of Head-Hunters Between the Years 1913 and 1917 (Volume II), Charles Scribner’s Sons, New York 1920. (Digitalisat)
- My Life of Exploration (Autobiografie), 1921.